# Antonio Lindbäck
Antonio Lindbäck, född 5 maj 1985 i Rio de Janeiro i Brasilien, är en svensk speedwayförare som säsongen 2023 kommer att köra för Rospiggarna i Bauhaus-ligan.

## Biografi
Lindbäck slog igenom 2004, då han ingick i det svenska lag som vann World Cup 2004. Samma år kvalificerade han sig till Speedway Grand Prix genom att vinna kvalfinalen i Vojens. Säsongen 2005 slutade Lindbäck på en tiondeplats i Grand Prix, med en tredjeplats i Köpenhamns GP som främsta insats. Hans fina debutsäsong medförde att han till 2006 års säsong fick ett wild card för fortsatt tävlande i Grand Prix. Liksom första säsongen i Grand Prix slutade Lindbäck 2006 på en tiondeplats med andraplats i Lettlands GP som höjdpunkt.
Inför 2007 trodde många att Lindbäck på allvar skulle etablera sig som en stabil GP-förare, men säsongen blev en stor besvikelse. Han slutade först på en 15:e plats i Grand Prix-serien. Säsongen präglades av mycket skador, bland annat vurpade Lindbäck i lag-VM-kvalet i Coventry och skadade handen. Han meddelade att efter 2007 års säsong att han skulle lägga av, men meddelade inför 2008 års säsong att han avsåg att göra comeback. Säsongen 2008 tävlade Lindbäck för Vargarna i allsvenskan i speedway och var en starkt bidragande orsak till att laget, efter att besegrat Valsarna i den allsvenska playoff-finalen, avancerade till elitserien. Inför säsongen 2009 bytte Lindbäck klubbadress till Piraterna från Motala och meddelade att han avsåg att göra ett allvarligt försök att återigen kvalificera sig till VM-serien i speedway.
2010 blev ett år med både toppar och dalar för Lindbäck. Han lyckades, efter att ha placerat sig på en andraplats i kvalfinalen i danska Vojens, kvalificera sig för Grand Prix-serien 2011. Samtidigt stod han för ett flertal mindre lyckade insatser i sitt svenska elitserielag, Piraterna och blev petad ur laget i semifinalerna mot Lejonen Speedway. 
Under hösten 2010 meddelade Lindbäck att han under 2011 skulle representera Indianerna i elitserien.  
Under 2012 hade Lindbäck ett framgångsrikt år, både i Sverige (Semifinal med Indianerna), Polen (kvalade upp till högsta serien) och internationellt i Grand Prix (2 GP-vinster). 
Antonio Lindbäck anses av många var en av de största talangerna svensk speedway någonsin fått fram och under en period sågs han som Tony Rickardssons kronprins. Han utsågs 2004 till "Most Entertaining rider in British League".
Den 13 november 2020 meddelade han att han avslutar speedwaykarriären, för att ett halvår senare i maj 2021 meddela att han gjorde comeback som förare och mentor i Masarna. I februari 2022 beslutade Masarnas styrelse att bryta detta kontrakt och övergick i juni 2022 till att köra för värmländska Valsarna, med fortsatt möjlighet att kunna köra för Masarna.
I januari 2023 meddelades att Lindbäck och Masarna går skilda vägar på grund av Masarnas ekonomiska problem. Detta trots att Lindbäck har efterskänkt Masarnas skuld till honom från säsongen 2022. Bara några dagar senare meddelades att Lindbäck är klar för Rospiggarna på ett ettårskontrakt.

### Utanför speedwayen
Lindbäck är sedan 26 juni 2017 gift med Ida Lindbäck och har totalt fem barn, varav ett är ett bonusbarn. Familjen är bosatt i Krylbo i Avesta kommun.

## Meriter
- 3:a JEM U19 2003
- 2:a SM 2004
- 2:a JSM 2004
- 1:a Lag-VM 2004
- 1:a GP-kval 2004
- 1:a JEM U19 2004

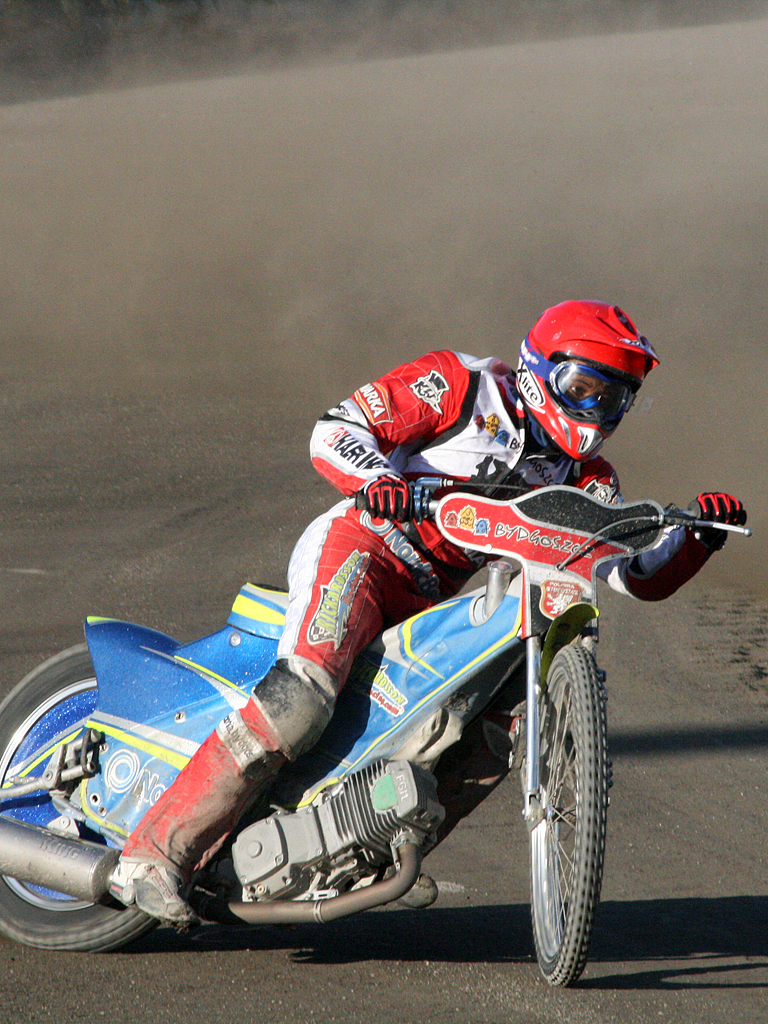
Antonio Lindbäck

- Utsedd till ”Most Entertaining rider in British League 2004”.
- Scandinavisk U21-mästare 2005
- 3:a Grand Prix i Köpenhamn 2005
- 3:a Grand Prix Prag 2006
- 2:a Grand Prix Lettland 2006
- 3:a Grand Prix Ullevi 2009
- 1:a Grand Prix Terenzano 2012
- 3:a Grand Prix Cardiff 2012
- 1:a Grand Prix Cardiff 2016